# Між (фільм)
«Між» (англ. Twixt) — фільм режисера і сценариста Френсіса Форд Копполи 2011 року. В головних ролях знялися Вел Кілмер, Брюс Дерн і Ель Феннінг.

## Сюжет
Письменник, який втратив натхнення, приїжджає в глухе містечко, де намагається розгадати серію загадкових вбивств. Уві сні йому із завидною завзятістю з'являється привид закривавленої дівчинки Ві, яка намагається повідомити йому страшну таємницю. Можливо, розплутавши ланцюг дивних подій, письменник зможе, нарешті, подолати кризу і створити нову книгу — про вампірів, потойбічний світ і легендарного Едгара Аллана По.

## Акторський склад
- Вел Кілмер — Голл Балтимор
- Брюс Дерн — шериф Боббі Лагранж
- Ель Феннінг — Ві (Вірджинія)
- Бен Чаплін — Едгар Аллан По
- Джоан Уоллі — Деніз
- Дейвид Пеймер — Сем Малкін
- Ентоні Фуско — Пастор Аллан Флойд
- Олден Ейренрайк — Фламінго
- Дон Новелло — Мелвін